# سعاد اشوراکا
سعاد اشوراکا (انگلیسی: Suad Švraka; ۶ اکتبر ۱۹۲۷ – ۲۴ اوت ۱۹۹۵) بازیکن فوتبال اهل یوگسلاوی بود.
از باشگاه‌هایی که در آن بازی کرده‌است می‌توان به باشگاه فوتبال بوراتس بانیا لوکا و باشگاه فوتبال سارایوو اشاره کرد.
وی همچنین در تیم ملی فوتبال یوگسلاوی بازی کرده‌است.